# ダニエル・モンテネグロ
ダニエル・ガストン・モンテネグロ・カセージャ（Daniel Gastón Montenegro Casella, 1979年3月28日 - ）は、アルゼンチン・ブエノスアイレス出身の元同国代表サッカー選手。現役時代のポジションはミッドフィールダー。愛称はロルフィ (Rolfi) 。
兄のアリエルもプロ選手としてプレーした。

## 経歴
アルゼンチンのCAウラカンの下部組織で育ち、1999年にオリンピック・マルセイユに移籍するもポジションを勝ち取れず、渡り鳥生活が続く。2000年CAインデペンディエンテの2位に貢献。クラブの英雄であるリカルド・ボチーニの後継者としてサポーターからの人気を勝ち取る。当時のチームメイトであるガブリエル・ミリートとエステバン・カンビアッソとは仲がいい。スペインでも燻ってしまい、ウラカンで再び好成績を残し復活。翌シーズンにはインデペンディエンテの優勝メンバーとして攻撃の軸になる。
その後CAリーベル・プレートでプレーし、再度海外移籍でサトゥルン・ラメンスコーエに移籍するも1年アルゼンチンに戻る。2006年にセルヒオ・アグエロの移籍した後釜として3度目となるインデペンディエンテのユニフォームを着て、キャプテンマークを巻いている。2009クラウスーラでは12得点で得点ランク2位になった。同年夏にクラブ・アメリカに移籍した。
2016年2月19日、CAインデペンディエンテからCAヌエバ・チカゴへの移籍交渉が決裂し、CAウラカンに復帰することが発表された。2017-18シーズン終了後、現役引退を発表した。

## 代表歴
U-21アルゼンチン代表として南米ユース選手権に優勝するも、2連覇していた1999 FIFAワールドユース選手権ではベスト16で敗退した。
2007年4月18日チリ代表戦でアルゼンチン代表デビューを果たす。2008年11月ディエゴ・マラドーナ監督の初戦となるスコットランド代表との親善試合に国内組の1人として招集された。

## タイトル

### クラブ
サラゴサ
- コパ・デル・レイ : 2000-01

インデペンディエンテ
- アルゼンチン : 2002-03A

リーベル・プレート
- プリメーラ・ディビシオン : 2003-04C

ウラカン
- スーペルコパ・アルヘンティーナ : 2014

### 代表
U-20アルゼンチン代表
- 南米ユース選手権 : 1999